# La spia dei ribelli
La spia dei ribelli (The Raid) è un film statunitense del 1954 diretto da Hugo Fregonese.
È un film western a sfondo avventuroso con protagonisti Van Heflin, Anne Bancroft e Richard Boone. È basato sul racconto Affair at St. Albans di Herbert Ravenel Sass, a sua volta ispirato ad un fatto realmente accaduto, il raid di St. Albans, un'azione avvenuta nel contesto della guerra di secessione americana a St. Albans, Vermont, il 19 ottobre 1864.

## Trama
Nel 1864 sei prigionieri confederati detenuti nelle celle di un forte dell'Union Army a Plattsburg, New York, a poche miglia dal confine canadese, fuggono. Diretti in Canada, per vendicare la distruzione di Atlanta pianificano un raid oltre confine, a St. Albans, nel Vermont, dove hanno intenzione di rapinare banche e bruciare edifici.

## Produzione
Il film, diretto da Hugo Fregonese su una sceneggiatura di Sydney Boehm con il soggetto di Hugo Fregonese, fu prodotto da Robert L. Jacks per la Panoramic Productions e girato nell'Iverson Ranch a Los Angeles in California

## Distribuzione
Il film fu distribuito negli Stati Uniti dal 4 agosto 1954 al cinema dalla Twentieth Century Fox.
Alcune delle uscite internazionali sono state:
- in Svezia il 15 novembre 1954
- in Finlandia il 3 giugno 1955 (Kapinoitsijat)
- in Portogallo il 25 luglio 1955 (A Ferro e Fogo)
- in Germania Ovest il 5 dicembre 1958 (Unter zwei Flaggen)
- in Spagna (Fugitivos rebeldes)
- in Grecia (Ippotai tis Kolaseos)
- in Francia (Le Raid)
- in Svezia (Rebellerna)
- in Brasile (Vingança Terrível)
- in Italia (La spia dei ribelli)

## Critica
Secondo il Morandini il film è "interessante" e "molto ben congegnato" e si avvale di "avventura, ritmo, buon cast".